# Clorato di potassio
Il clorato di potassio è il sale di potassio dell'acido clorico.
A temperatura ambiente si presenta come un solido bianco inodore e poco solubile in acqua fredda. Mescolato con sostanze combustibili forma miscele infiammabili e facilmente esplosive, si decompone più facilmente e più regolarmente in presenza di ossidi e perossidi metallici, specie di transizione, tanto che nella preparazione dell'ossigeno in laboratorio il clorato di potassio si mescola con un piccolo quantitativo di biossido di manganese.
È un composto nocivo. È un forte agente ossidante che viene usato per fabbricare fiammiferi, fuochi artificiali ed esplosivi di modesta potenza. A causa della facilità con cui si decompone, nella moderna pirotecnica tende sempre più ad essere sostituito con il perclorato di potassio (KClO4), più ricco di ossigeno, ma molto più stabile e meno sensibile: quest'ultimo, infatti, non esplode facilmente per urto, come invece avviene per il clorato puro (non miscelato con altre sostanze riducenti).
Notoriamente pericolose le sue miscele con zolfo non tanto per la sensibilità al calore e all'attrito, quanto per la facilità con cui lo zolfo di queste miscele tende ad accendersi spontaneamente a causa della grande tendenza ad ossidarsi superficialmente ad acido solforico, ad opera dell'aria e della luce oltre che di agenti ossidanti come appunto i clorati; acidità che può essere già posseduta dallo zolfo prima di essere miscelato, specie se trattasi di fior di zolfo (zolfo sublimato in stato di grande suddivisione).
In un passato recente è stato utilizzato come antisettico del cavo orale ed anche nella fabbricazione di vecchie e pericolose miscele per fiammiferi, miscelato con zolfo e fissato sulla capocchia veniva acceso quando intinto nell'acido solforico concentrato, che determina la liberazione di acido clorico, energico ossidante che istantaneamente incendia lo zolfo. Nelle miscele pirotecniche non viene mai fatta una polvere contenente clorato di potassio e zolfo, questo perché lo zolfo commerciale contiene tracce di acido solforico che reagendo con il clorato porterebbe alla formazione di acido clorico che a sua volta porterebbe a incendi violenti e inaspettati.
Il clorato di potassio è uno degli elementi utilizzati per la colorazione della fumata bianca che annuncia l'elezione di un nuovo Pontefice  al termine del conclave. 

## Nella letteratura
- Nel romanzo di fantascienza Dalla Terra alla Luna di Jules Verne, l'autore ipotizza l'uso della decomposizione del clorato di potassio per produrre l'ossigeno necessario alla sopravvivenza degli "astronauti"[1]